# Grotta di Teti

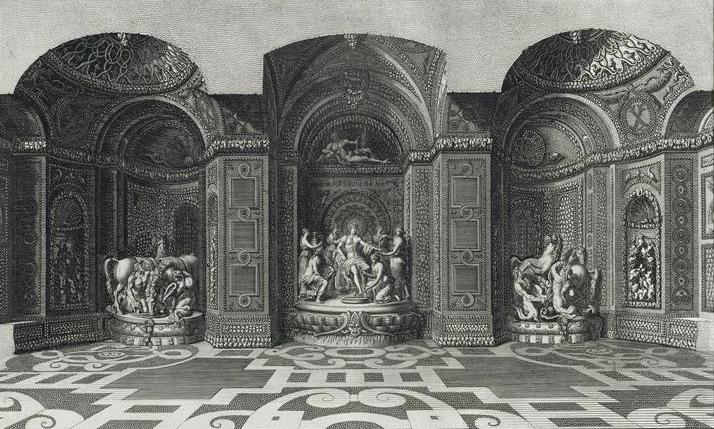
Interno della grotta di Teti.

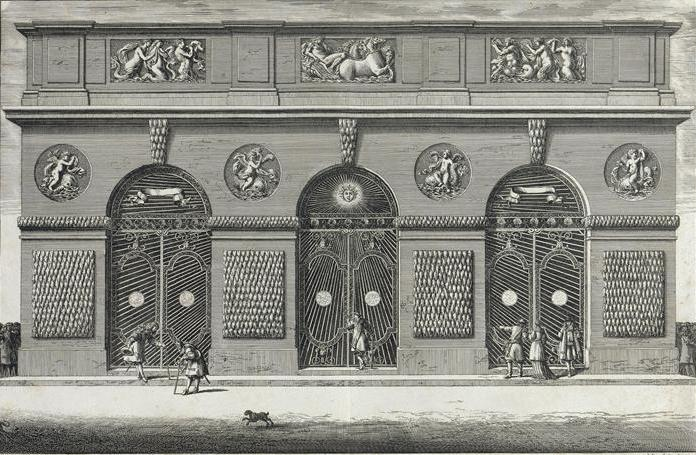
Facciata esterna della grotta di Teti

La grotta di Teti (in francese: grotte de Téthys, in onore della titana Teti, sorella e sposa di Oceano) è una grotta artificiale costruita nel giardino della Reggia di Versailles sotto il regno di Luigi XIV. Eretta dal 1666 nella parte a nord del giardino, la grotta venne ornata da tre importanti gruppi scultorei in marmo rappresentanti Apollo e delle ninfe oltre al cavallo del Sole, tutti simboli rimandanti direttamente alla figura del Re Sole. Venne distrutta nel 1684 ed i gruppi scultorei vennero conservati altrove.

## Mitologia
Teti era una dea marina della mitologia greca. Beniamina dei Titani, figlia di Urano (il cielo) e di Gaia (la terra), fu sorella e sposa di Oceano. Personificava la fecondità marina e la notte che riceve il Sole che viene a porre fine al suo viaggio celeste ogni giorno.
Non va confusa con sua nipote, la ninfa Teti, una nereide figlia di Nereo e Doride, che fu madre di Achille.

## Storia
Nel 1666, tre gruppi di sculture vennero commissionati per essere posti nella parte inferiore del giardino di Versailles dove, a partire dall'anno precedente, era stata ricavata una grotta artificiale. La grotta di Teti, luogo di riposo e relax per il sovrano, era un modo per isolarsi dal resto della corte. La grotta venne progettata probabilmente dall'architetto le Vau, si presentava come una sorta di loggia aperta con tre arcate sui giardini.

## La grotta
La grotta era una parte isolata dei giardini del castello, posta a nord del complesso.
Essa riprendeva nelle sue decorazioni e nelle statue il tema del Sole dal momento che anche nel cancello che la delimitava dal resto del giardino appariva ornata da un sole i cui raggi si prolungavano anche nei cancelli laterali. Sette rilievi, scolpiti nel 1666 dallo scultore fiammingo Gerard van Opstal, vennero disposti presso le arcate e rappresentavano Apollo sul suo carro al centro, gruppi di tritoni e nereidi unitamente ad animali marini nelle arcate laterali. «Essa illustra la discesa del carro di Apollo sul mare che annuncia la fine del giorno da parte dei tritoni e delle sirene». L'interno, decorato con motivi di conchiglie al fine di creare una vera e propria grotta marina, comprendeva un insieme di statue descritte in seguito. All'origine, il gruppo scultoreo doveva essere posto in tre nicchie attorniate da fontane e da giochi d'acqua progettati appositamente dal maestro fontaniere François Francine.
Tecnicamente, la grotta di Teti giocava un ruolo cruciale nel sistema idraulico di Versailles e nella fornitura dell'acqua al complesso. Il tetto della grotta conservava al proprio interno infatti una cisterna da dove l'acqua veniva pompata dallo stagno di Clagny (oggi coperto, situato a nord della rue des Réservoirs a Versailles) alimentando per gravità le fontane e i giardini del complesso.
Da questa opera d'arte furono impressionati Quinault e Lully nel 1668, La Fontaine e Madeleine de Scudéry nel 1669, facendone oggetto di alcune loro composizioni. La grotta venne descritta da Félibien nel 1672, il quale la definì « un luogo d'arte che la natura sembra aver abbandonato », e che venne inciso in dettaglio per merito di Lepautre, Chauveau, Picard, Baudet e Edelinck dal 1672 al 1678.

## I gruppi scultorei

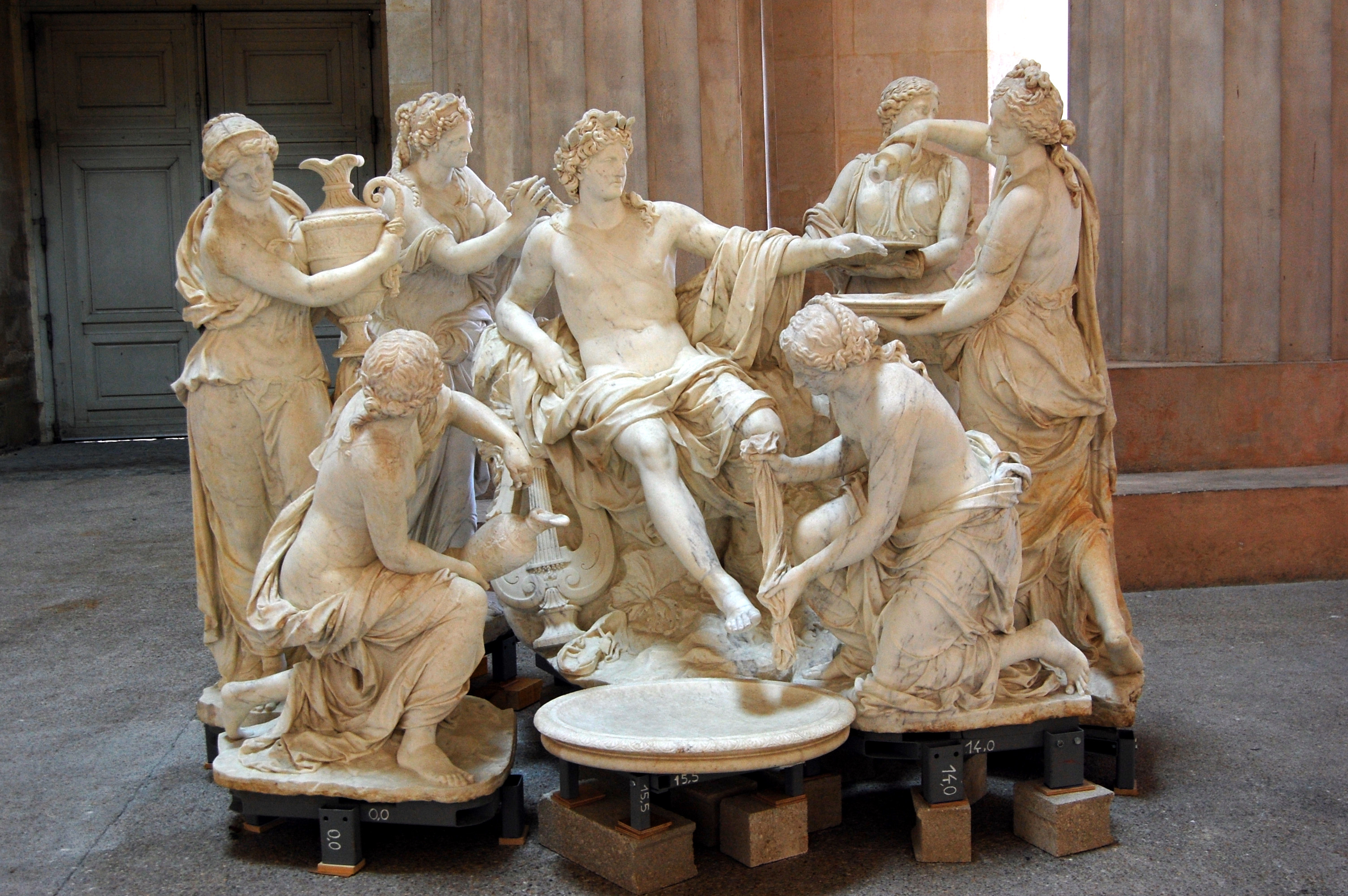
Apollo servito dalle ninfe presente un tempo nella grotta di Teti. Attualmente il gruppo è divenuto oggetto museale.

Le tre nicchie poste all'interno della grotta dovevano un tempo accogliere tre differenti gruppi scultorei, quello di Apollo al centro con due gruppi di ninfe laterali.
Nel 1666, Girardon e Regnaudin furono pagati per la realizzazione di un gruppo di statue rappresentante Apollo servito dalle ninfe, formato da sette statue in marmo per la Reggia di Versailles. La figura principale della composizione era liberamente ispirata all'Apollo del Belvedere ed evocava direttamente il re; gli artisti realizzarono un «vero manifesto della scultura francese moderna, degno di rivaleggiare con i due soli gruppi scultorei all'epoca conosciuti, ovvero il "Toro Farnese" e la "Niobidi Medici"». 
Due gruppi laterali rappresentavano i cavalli del Sole e furono realizzati l'uno da Gilles Guérin e l'altro dai fratelli Marsy che rimpiazzarono Thibaut Poissant dal dicembre 1667. Jean-Baptiste Tuby realizzò per parte sua due statue rappresentanti rispettivamente Galatea ed il pastore Aci, che vennero poste nella parte anteriore della grotta.

## La distruzione della grotta

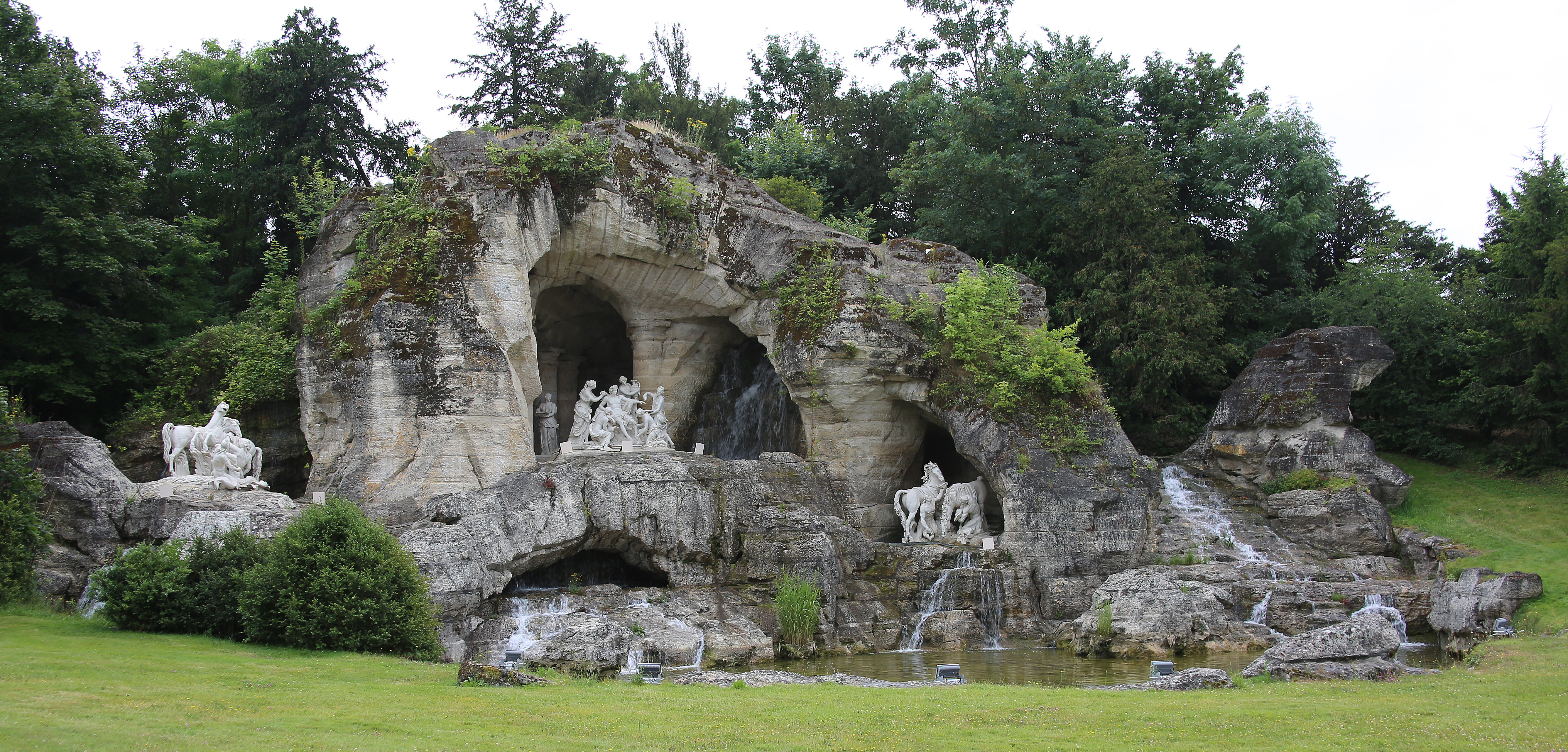
L'attuale disposizione della Grotta di Teti (realizzata nel 1781)

La costruzione dell'aile du Nord, intrapresa nel 1684, impose la distruzione della grotta di Teti; le sculture furono allora disperse. I gruppi vennero disposti in un primo tempo nel Bosquet de la Renommée, che prese da allora il nome di Bosquet des Bains d’Apollon. Nel 1704, i tre gruppi vennero trasferiti come ornamento del secondo Bosquet des Bains d’Apollon, che occupava l'angolo nord-est del boschetto attuale. Per proteggere le opere, nel 1705 vennero realizzati dei baldacchini di piombo dorati. Nel 1781 le statue vennero ricollocate in una cavità artificiale in una composizione preromantica progettata da Hubert Robert. Le statue originali vennero musealizzate e al loro posto vennero messe delle copie nel parco.